# 圣马力诺政党列表
圣马力诺是一个多党制国家，现有多个政党和政党联盟。

## 现存政党

### 圣马力诺共同利益
- 圣马力诺天主教民主党
  - 我们圣马力诺人
- 社会主义者和民主人士党
- 人民联盟

### 争取国家协议
- 保卫共和联盟
- 社会党
- 圣马力诺温和派联盟

### 行动公民
- 联合左翼
- 公民10

### 其他政党
- RETE公民运动
- 为了圣马力诺
- 圣马力诺3.0
- 圣马力诺民主党
- 价值圣马力诺
- 基督教民主党
- 自由行动党
- 未来共和党